# Edward Pisula
Edward Adam Pisula, ps. „Tama” (ur. 9 października 1898 w Nowosielcach Gniewosz, zm. 12 lipca 1945 w Warszawie) – podpułkownik kawalerii Wojska Polskiego, kawaler Orderu Virtuti Militari, szef Kedywu Okręgu Tarnopolskiego Armii Krajowej.

## Życiorys
Urodził się 9 października 1898 w Nowosielcach Gniewosz, w rodzinie Jana (robotnik wzgl. sługi kolejowego, pochodzącego z Trzciany) i Marii z domu Kawałko. Był najstarszym z siedmiorga rodzeństwa (Tadeusz, Jadwiga, Magdalena, Helena, Genowefa i Maria). Najmłodsza z sióstr – Maria, 26 stycznia 1936 urodziła syna Jana Tadeusza Stanisławskiego. 
Kształcił się Gimnazjum Męskim w Sanoku, gdzie należał do skautingu, a w roku szkolnym 1917/1918 ukończył VII klasę jako prywatysta.
Po wybuchu I wojny światowej od maja 1916 służył w armii austro-węgierskiej jako jednoroczny ochotnik w 45 galicyjskim pułku piechoty. Ukończył szkołę podoficerską tego pułku w Przemyślu, a następnie szkołę oficerską w Radymnie. W szeregach tego pułku walczył na froncie włoskim do końca października 1918 po czym wrócił do domu.
W listopadzie 1918 wstąpił jako ochotnik do szwadronu ułanów sanockich w Olchowcach, który wkrótce włączono do 8 pułku ułanów. Brał udział w wojnie z bolszewikami najpierw jako dowódca plutonu, a następnie szwadronu. Zasłynął jako brawurowy jeździec, świetny dowódca. 31 sierpnia 1920 brał udział w szarży pułku podczas bitwy pod Komarowem. Za zasługi w wojnie odznaczony został Krzyżem Srebrnym Orderu Wojennego Virtuti Militari i dwukrotnie Krzyżem Walecznych. 

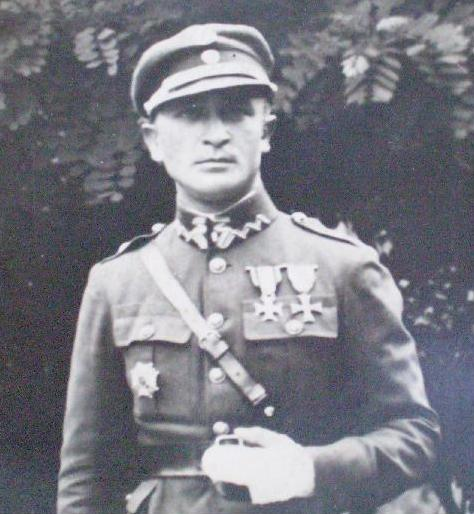
Edward Pisula (1922)

Po zakończeniu działań wojennych pozostał w wojsku jako oficer zawodowy i kontynuował służbę w 8 pułku ułanów. 3 maja 1922 został zweryfikowany w stopniu porucznika ze starszeństwem od 1 czerwca 1919 i 285. lokatą w korpusie oficerów jazdy (od 1924 – kawalerii), a 12 kwietnia 1927 prezydent RP nadał mu stopień rotmistrza z dniem 1 stycznia 1927 i 28. lokatą w korpusie oficerów kawalerii. Pod koniec służby w 8 puł. był dowódcą szkoły podoficerskiej. W lipcu 1928 został przeniesiony do kadry oficerów kawalerii z równoczesnym przeniesieniem służbowym do Centrum Wyszkolenia Kawalerii w Grudziądzu. W grudniu 1929 został zwolniony ze stanowiska instruktora-wychowawcy Szkoły Podchorążych Kawalerii i oddany do dyspozycji komendanta Centrum Wyszkolenia Kawalerii. W lutym 1930 został przeniesiony do 9 pułku ułanów w Trembowli. W marcu 1933 był dowódcą szwadronu karabinów maszynowych. 27 czerwca 1935 prezydent RP nadał mu stopień majora z dniem 1 stycznia 1935 i 7. lokatą w korpusie oficerów kawalerii. W lipcu tego roku został przeniesiony do 2 pułku szwoleżerów w Starogardzie na stanowisko dowódcy szwadronu zapasowego we Włocławku. W październiku 1936 został przesunięty na stanowisko kwatermistrza pułku. W lutym 1938 został przeniesiony do 10 pułku strzelców konnych w Łańcucie na stanowisko II zastępcy dowódcy pułku (kwatermistrza).
W obliczu nadchodzącej wojny, w sierpniu 1939, mianowany został I zastępcą ppłk. dypl. Zygmunta Miłkowskiego, dowódcy 23 pułku ułanów stacjonującego w Postawach i wchodzącego w skład Wileńskiej Brygady Kawalerii. Po rozwiązaniu pułku przedostał się do rejonu góry Łysicy. Wziął udział w walkach partyzanckich w Górach Świętokrzyskich. Późną jesienią razem z ppłk. Miłkowskim przedostał się do Krakowa i włączył w działalność konspiracyjną. Pełnił różne funkcje w Komendzie Krakowskiego Okręgu Związku Walki Zbrojnej. W 1942, zagrożony dekonspiracją, został przeniesiony do Tarnopola, gdzie objął komendę Inspektoratu lecz gdy doszło do konfliktu z komendantem Okręgu ppłk. Franciszkiem Studzińskim ps. „Radwan” został przeniesiony do rezerwy. W połowie 1943 wyznaczony został na szefa Kedywu Okręgu Tarnopolskiego AK. Bardzo szybko rozbudował struktury dywersji we wszystkich inspektoratach okręgu. Cieszył się wysokim poważaniem i zaufaniem wśród żołnierzy, brał czynnie udział w wielu akcjach a w lecie 1944 również w akcji „Burza”. W 1944 awansował na podpułkownika.
Pod koniec lata 1944 wstąpił ochotniczo do LWP i został mianowany dowódcą 3 pułku ułanów, który objął 6 września w Lublinie. Razem z pułkiem dotarł do Warszawy i przygotowywał pułk do przeprawy przez Wisłę, aby iść na pomoc powstańcom Warszawy. Zdradzony przez innego oficera, zdekonspirowany jako czynny członek AK, internowany został w obozie NKWD dla żołnierzy AK w Skrobowie. Po słynnej ucieczce 48 podchorążych w kwietniu 1945, został aresztowany i więziony najpierw na Zamku w Lublinie, potem w siedzibie Zarządu Głównego Informacji Wojskowej we Włochach koło Warszawy w potwornych warunkach. Poddawany okrutnym śledztwom był zbyt słaby, aby uczestniczyć w rozprawie sądowej, w czasie której skazany został przez Mieczysława Widaja, sławnego „kata” AK-owców na trzy lata pozbawienia wolności za to, że wiedział o planowanym spisku lecz nie doniósł dowództwu. Przewieziony dnia 5 lipca 1945 z Głównego Zarządu Informacji Wojskowej do więzienia przy ul. 11 Listopada na Pradze zwanym „Toledo”. Zmarł 12 lipca w wyniku nieludzkiego śledztwa. Nie jest znane miejsce jego „pochówku”.

## Rodzina
W 1930 zawarł związek małżeński z Marią Aleksandrą (ur. 1910 w Berezowicy Wielkiej?), córką Jana Gużkowskiego-Janickiego (ur. 1868), majora kawalerii. Jej bracia służyli razem z Edwardem Pisulą w kawalerii: Andrzej (1897–1920), podporucznik 8 pułku ułanów, kawaler Virtuti Militari, Jerzy Franciszek (1898–1979), porucznik rezerwy 8 pułku ułanów i Marcin (1902–1939), porucznik 8 szwadronu pionierów, kawaler Virtuti Militari. Ze związku z Marią urodziło się dwoje dzieci: Tadeusz Kajetan (ur. 7 sierpnia 1931) i Maria Teresa (ur. 24 listopada 1932).

## Ordery i odznaczenia
- Krzyż Srebrny Orderu Wojskowego Virtuti Militari nr 4409 – 1921[16][2]
- Krzyż Walecznych dwukrotnie[17]
- Srebrny Krzyż Zasługi – 10 listopada 1928[18]
- Medal Pamiątkowy za Wojnę 1918–1921[17]
- Medal Dziesięciolecia Odzyskanej Niepodległości[17]

## Miejsca pamięci
- tablica pamiątkowa w Kwatera na Łączce
- tablica pamiątkowa na Pomniku na cmentarzu Bródnowskim